# オール・マイ・ラヴィング (アルバム)
『オール・マイ・ラヴィング』（All My Loving）は、イギリスのロックバンド、ビートルズのEP。

## 解説
ビートルズ4枚目のEP。収録曲は『プリーズ・プリーズ・ミー』から2曲、『ウィズ・ザ・ビートルズ』から2曲である。レコード番号はGEP8891。また「P.S.アイ・ラヴ・ユー」と「アスク・ミー・ホワイ」は2009年のリマスター以前まで、このCD盤に収録されているバージョンのみが左右全く同じデータのモノだった。
ジャケットの写真は『ウィズ・ザ・ビートルズ』と同一。ライナーノーツはトニー・バーロウ。

## 収録曲

### Side 1
1. オール・マイ・ラヴィング- All My Loving (Lennon-McCartney)
2. アスク・ミー・ホワイ - Ask Me Why (McCartney-Lennon)

### Side 2
1. マネー - Money (That's What I Want) (J.Bradford-B.Gordy)
2. P.S.アイ・ラヴ・ユー - P.S.I Love You (McCartney-Lennon)